# Alabama State Route 26
Die Alabama State Route 26 (kurz AL 26) ist eine in Ost-West-Richtung verlaufende State Route im US-Bundesstaat Alabama.
Die State Route beginnt an der Alabama State Route 51 in Hurtsboro und endet nach 26 Kilometern westlich von Seale am U.S. Highway 431. Die Straße verläuft durch die Orte Wende und Hatcheehubbee. Außerhalb der Anfangs- und Endpunkte trifft die AL 51 auf keine weiteren ausgezeichneten Straßen.
Bei der Einrichtung der State Route im Jahr 1940 führte sie von Three Notch über Hurtsboro nach Seale. Der Abschnitt zwischen Three Notch und Hurtsboro wurde 1986 zur Alabama State Route 51 zugeordnet.